# セニガッリア
セニガッリア（伊: Senigallia）は、イタリア共和国マルケ州アンコーナ県にある都市で、その周辺地域を含む人口約44,000人の基礎自治体（コムーネ）。
アドリア海に面した港湾都市で、県都アンコーナに次いで県内第二位のコムーネ人口を有する。

## 地理

### 位置・広がり
アンコーナ県北部に位置するコムーネ。県都・州都アンコーナから西北西へ27km、ペーザロから南東へ32kmの距離にある。

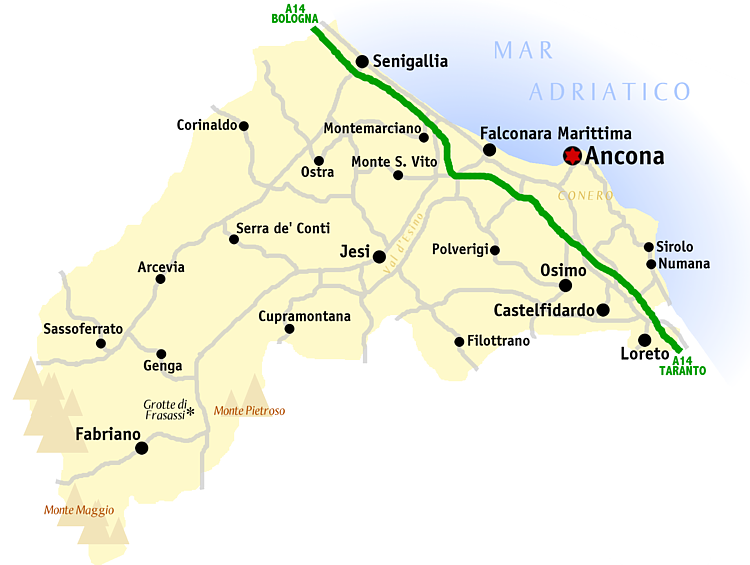
アンコーナ県概略図

#### 隣接コムーネ
隣接するコムーネは以下のとおり。
- ベルヴェデーレ・オストレンセ
- モンドルフォ (PU)
- モンテ・サン・ヴィート
- モンテマルチャーノ
- モッロ・ダルバ
- オストラ
- トレカステッリ

### 気候分類・地震分類
セニガッリアにおけるイタリアの気候分類 (it) および度日は、zona D, 1773 GGである。
また、イタリアの地震リスク階級 (it) では、zona 2 (sismicità media) に分類される。

## 行政

### 分離集落
セニガッリアは、以下の分離集落（フラツィオーネ）がある。 
- Marzocca, Montignano, Cesano, Vallone, Bettolelle, Borgo Passera, S.Angelo, San Silvestro, Scapezzano, Roncitelli, Vasari, Mandriola, Gabriella, Castellaro, Cannella, Brugnetto , Borgo Catena.

## 人物

### 著名な出身者
- ピウス9世 - 19世紀の聖職者、ローマ教皇（在位: 1846年 - 1878年）。
- ファブリ・フィブラ- ラッパー。